# Edgbaston Cup 1982
Edgbaston Cup 1982 — жіночий тенісний турнір, що проходив на відкритих кортах з трав'яним покриттям Edgbaston Priory Club у Бірмінгемі (Англія). Належав до Туру WTA 1982. Відбувсь уперше і тривав з 7 до 13 червня 1982 року.

## Учасниці
| \| Спортсменка \| Країна \| Сіяна \| \| --------------- \| ------ \| ----- \| \| Трейсі Остін \| \| 1 \| \| Сільвія Ганіка \| \| 2 \| \| Барбара Поттер \| \| 3 \| \| Біллі Джин Кінг \| \| 4 \| \| Сью Баркер \| \| 5 \| \| Кеті Джордан \| \| 6 \| \| Бетсі Нагелсен \| \| 7 \| \| Енн Кійомура \| \| 8 \| \| Леслі Аллен \| \| 9 \| \| Джо Дьюрі \| \| 10 \| \| Івонн Вермак \| \| 11 \| \| Венді Вайт \| \| 12 \| \| Шерон Волш \| \| 13 \| \| Івонн Коулі \| \| 14 \| | Нижче наведено гравчинь, які пробились в основну сітку через стадію кваліфікації: - Рене Блаунт - Леле Форуд - Трей Льюїс - Ненсі Невіазер - Елізабет Соєрс - Кім Стейнмец - Аманда Тобін - Пем Вайткросс |       |
| Спортсменка | Країна | Сіяна |
| Трейсі Остін | США | 1     |
| Сільвія Ганіка | Західна Німеччина | 2     |
| Барбара Поттер | США | 3     |
| Біллі Джин Кінг | США | 4     |
| Сью Баркер | Велика Британія | 5     |
| Кеті Джордан | США | 6     |
| Бетсі Нагелсен | США | 7     |
| Енн Кійомура | США | 8     |
| Леслі Аллен | США | 9     |
| Джо Дьюрі | Велика Британія | 10    |
| Івонн Вермак | ПАР | 11    |
| Венді Вайт | США | 12    |
| Шерон Волш | США | 13    |
| Івонн Коулі | Австралія | 14    |

## Фінальна частина

### Одиночний розряд
Біллі Джин Кінг —  Розалін Феербенк 6–2, 6–1
- Для Кінг це був перший титул за сезон і 127-й — за кар'єру.

### Парний розряд
Джо Дьюрі /  Енн Гоббс —  Розмарі Казалс /  Венді Тернбулл 6–3, 6–2
- Для Дьюрі це був перший титул у парному розряді за сезон і за кар'єру. Для Гоббс це був перший титул у парному розряді за сезон і за кар'єру.